# Валенсия (Колумбия)
Валенсия (исп. Valencia) — город и муниципалитет на севере Колумбии, на территории департамента Кордова.

## История
Поселение, из которого позднее вырос город, было основано 1 мая 1931 года. Муниципалитет Валенсия был выделен в отдельную административную единицу в 1959 году

## Географическое положение
Город расположен в западной части департамента, в пределах Прикарибской низменности, на расстоянии приблизительно 57 километров к юго-западу от города Монтерии, административного центра департамента. Абсолютная высота — 62 метра над уровнем моря.
Муниципалитет Валенсия граничит на севере с территорией муниципалитета Монтерия, на востоке и юге — с муниципалитетом Тьерральта, на западе — с территорией департамента Антьокия. Площадь муниципалитета составляет 914 км².

## Население
По данным Национального административного департамента статистики Колумбии, совокупная численность населения города и муниципалитета в 2015 году составляла 42 971 человек.
Динамика численности населения муниципалитета по годам:
| 2005   | 2006   | 2007   | 2008   | 2009   | 2010   | 2011   | 2012   | 2013   | 2014   | 2015   |
| ------ | ------ | ------ | ------ | ------ | ------ | ------ | ------ | ------ | ------ | ------ |
| 34 373 | 35 144 | 35 917 | 36 717 | 37 543 | 38 387 | 39 258 | 40 160 | 41 084 | 42 011 | 42 971 |

Согласно данным переписи 2005 года мужчины составляли 52 % от населения Валенсии, женщины — соответственно 48 %. В расовом отношении белые и метисы составляли 92,6 % от населения города; негры, мулаты и райсальцы — 7,3 %, индейцы — 0,1 %.
Уровень грамотности среди всего населения составлял 76,8 %.

## Экономика
57,7 % от общего числа городских и муниципальных предприятий составляют предприятия торговой сферы, 36,6 % — предприятия сферы обслуживания, 5,4 % — промышленные предприятия, 0,3 % — предприятия иных отраслей экономики.